# Architecture mamelouke

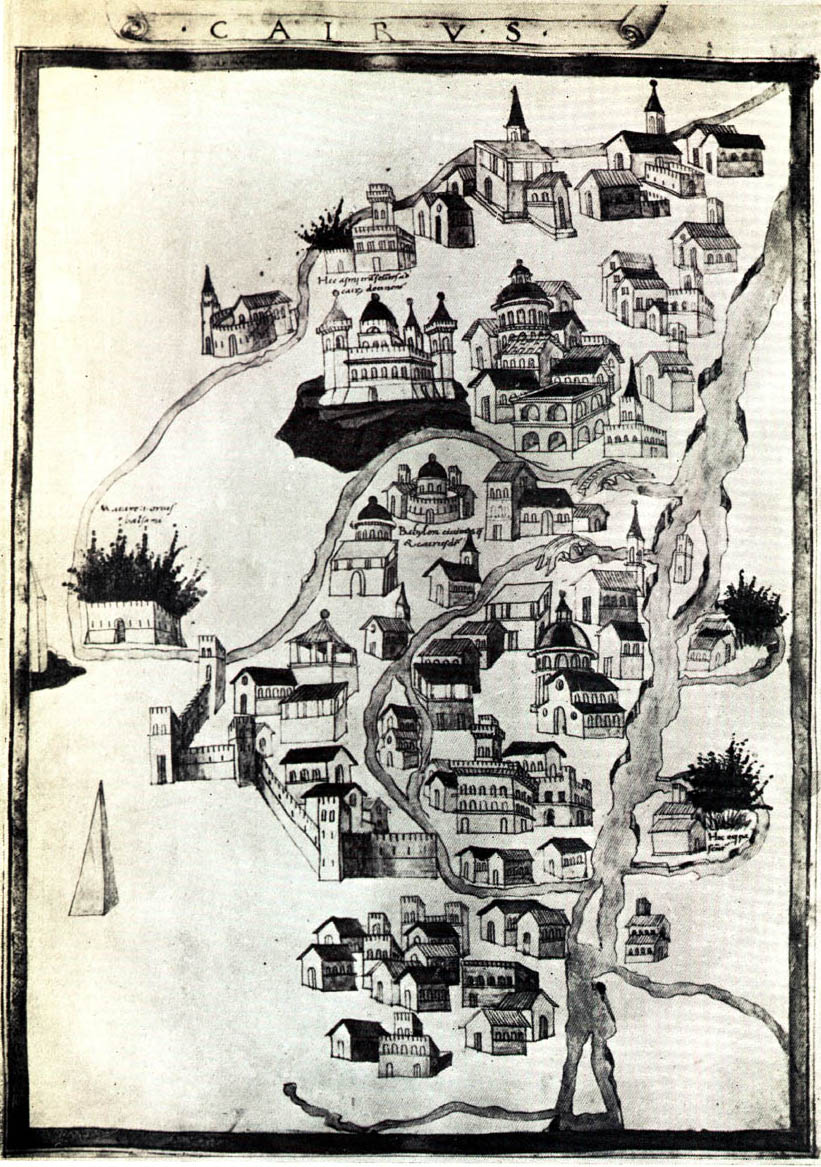
Carte du Caire par Hartman Schedel datée de 1492

L'architecture est une activité particulièrement développée dans le monde syro-égyptien à la période mamelouke, entre 1250 à 1517.

## La ville du Caire
La ville du Caire, capitale pendant près de deux siècles, a été bouleversée par les nombreux apports des Mamelouks, qui ne se contentent pas de construire des monuments, mais réorganisent la ville et poursuivent une politique active de restauration. Le sultan An-Nâsir Muhammad ben Qalâ'ûn (1285-1341) notamment œuvre beaucoup pour l'urbanisme, avec un programme dense de constructions. 
L'évolution n’est cependant pas linéaire : la ville ne cesse de se détruire et de se reconstruire, notamment en raison des crues du Nil. Si la venue au Caire du calife Abbasside permet à la capitale égyptienne de se trouver au centre du monde culturel islamique et engendre une importante politique de constructions de madrasa, la peste noire a également un effet particulièrement néfaste sur la ville, qui de 21 km2 qu'elle mesurait avant l'épidémie, passa à 8,5 km2 au XVIIIe siècle. L'historien Maqrizi insiste beaucoup sur la ruine du Caire au XVe siècle. 

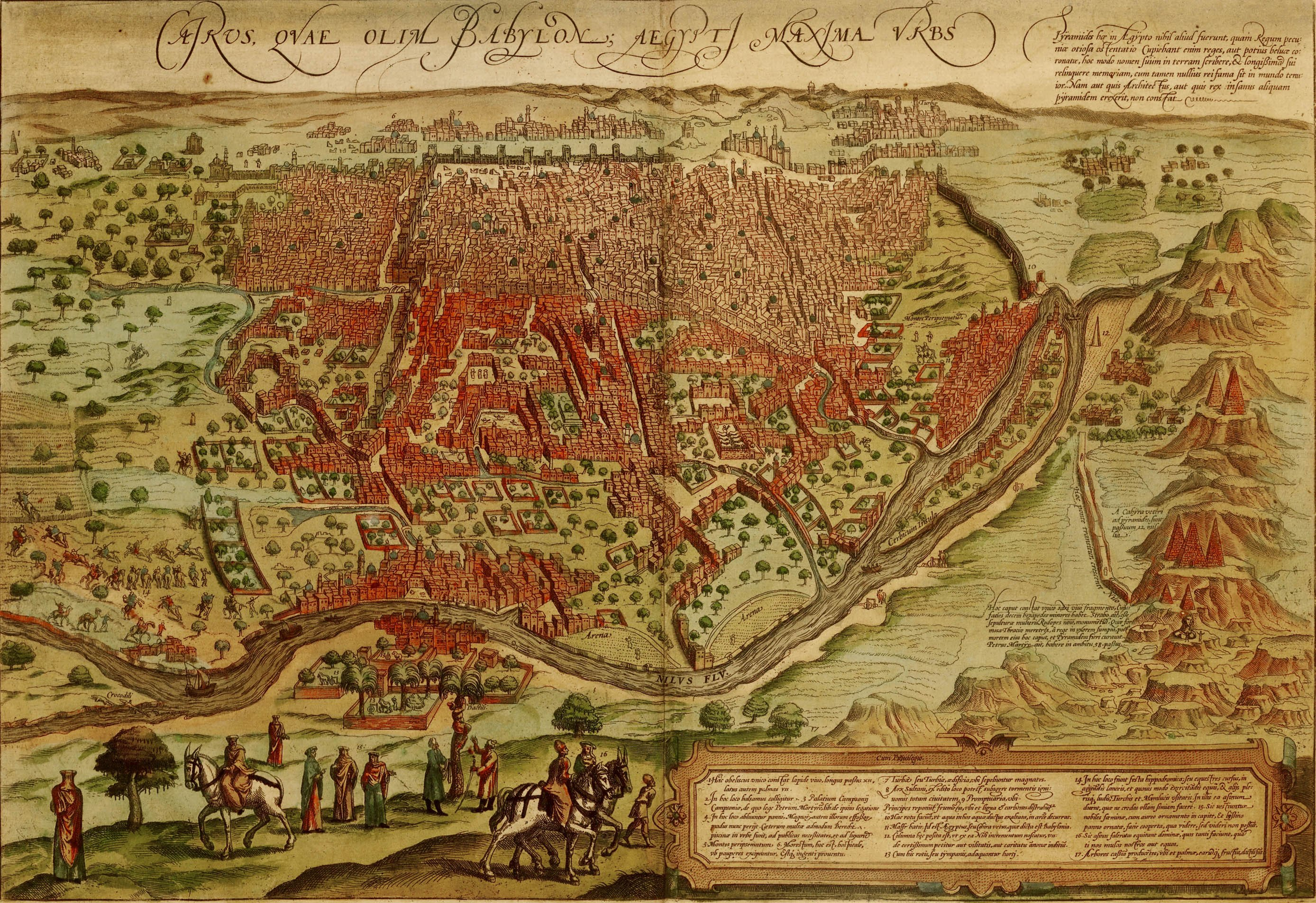
Carte du Caire publiée en 1572 dans Civitate Orbis Tarrarum, par Braun et Hogenberg

La ville s'organise en quartiers, appelés khitat. Il ne s'agit d'ailleurs pas d'une ville unifiée, mais du regroupement de diverses petites villes, anciennes capitales de l'Égypte islamique. La grande muraille entreprise par Saladin était censée englober al-Qata’i’,  al-‘Askar, al-Qahira et Fostat, afin que la ville devienne une entité, mais l'entreprise reste inachevée. Sous les Circassiens, la configuration urbaine est la suivante : 
- dans la vieille Fostat se cantonne une population dense et pauvre avec un quartier très commerçant ;
- Al-‘Aksar, au nord-est de Fostat, où se trouve la ville fondée par les Abbassides en 750 ;
- Al Qata’i fondée en 870, abrite la mosquée Ibn Touloun, qui subit des réfections sous le règne mamelouk ;
- à l'est du Khalij (un canal dérivé du Nil) se trouvaient les beaux quartiers ;
- à l'ouest du Khalij, les jardins et les terrains vagues attendent encore de nouveaux arrivants ;
- à Bulaq s'étend un port ;
- des campements et des casernements sont installés dans la zone nord et sur l'île de Khauda ;
- les monuments religieux importants se concentrent dans l'ancienne Qahira et dans la citadelle sur le mont Mukattan. L'artère de Bayn al-Qasrahim, dite de la Qasaba, est le lieu privilégié où se regroupent les complexes funéraires ;
- l'activité économique se concentre autour d'un axe nord-sud qui traverse la ville et dans des marchés au sud et à l'ouest, près de la muraille de Saladin ;
- deux cimetières sont ouverts, au nord et au sud de la ville, qui servent aussi de déchèteries. De nouveaux habitants s'y installent, de manière tout à fait désordonnée au sud, mais plus contrôlée au nord (religieux).

## Généralités architecturales

L'architecture mamelouke vue par l'orientaliste Jean-Léon Gérôme

Une importance particulière est donnée aux grands complexes centrés sur la tombe du fondateur et comprenant des fondations charitables, et ce pour plusieurs raisons : établis en waqf, ils constituent une source de revenus stables pour une famille, évitant les confiscations fréquentes à l'époque. De plus, ils perpétuent la gloire de leur commanditaire, ce qui explique aussi la concentration de bâtiments dans des lieux très prestigieux bien que peu pratiques.
Plusieurs caractéristiques architecturales peuvent être mentionnées en ce qui concerne l'architecture mamelouke :
- l'échelle monumentale, qui correspond à un désir d'être vu ;
- l'utilisation de la pierre ;
- les bandeaux épigraphiques qui courent le long de la façade (bandes de tiraz) ;
- les frises de merlons ;
- le goût pour l'asymétrie, qui se traduit par des portails décentrés ;
- les coupoles sur tambour à pans coupés avec une zone de transition à pendentifs ;
- les minarets à fûts superposés.

Des influences diverses marquent les monuments mamelouks :
- la Syrie, qui comporte un grand nombre de monuments (souvent plus petits qu'au Caire car fondés par des émirs) introduit dans toute l’architecture, tant syrienne qu’égyptienne, certains traits : le développement des muqarnas, l'utilisation d'assises de couleurs alternées (alqab) et des placages de pierre et marbre polychromes ;
- l'apport de l'occident chrétien, grâce à l'architecture franque de Terre Sainte, est sensible dans les baies géminées surmontées d'un oculus, ou dans le remploi de matériaux provenant de leurs édifices (portail de l'église d'Acre inséré dans le complexe d'An-Nâsir Muhammad, par exemple) ;
- l'occident islamique influence principalement l'architecture égyptienne, notamment en raison des importantes relations diplomatiques qui ont cours entre Mérinides et Mamelouks. Selon Ibn Khaldun, on assiste à des migrations de populations andalouses et maghrébines, en raison de la Reconquista, bien sûr, mais aussi pour des raisons économiques. Le vocabulaire occidental apparaît au XIIIe siècle et touche particulièrement le règne d'An-Nâsir Muhammad. Contrairement aux influences syriennes, celles du Maghreb s'expriment dans le stuc, avec des arcatures polylobées entrelacées (sebka), une écriture cursive aux hampes épatées, une importance de la graphie kufique et un ruissellement de muqarnas ;
- l'influence iranienne se développe particulièrement vers 1310, mais est déjà sensible dès 1290. Elle se retrouve dans tout un groupe d'édifices datables entre 1310 et 1340, se manifestant par l'emploi de mosaïque de céramique et de dômes bulbeux, comme dans les minarets de la mosquée d'An-Nâsir Muhammad (1334-1335).

## Architecture religieuse

### Sous les Mamelouks bahrites
Dès le règne de Baybars, une grande activité constructrice voit le jour grâce à son mécénat actif et à celui de certains de ses émirs. Malheureusement, peu d'édifices sont conservés. La madrasa qu'il a fait construire au Caire, à côté de celle de son ancien maître le sultan Ayyoubide Salih Najm al-Dîn, est en très mauvais état. On peut y remarquer de nombreuses similitudes avec sa voisine ayyoubide, mais également la mise en place de nouveautés importantes : l'utilisation de la pierre et le plan à quatre iwans, le premier de toute l'Égypte. La mosquée de Baybars peut sembler en bon état de l'extérieur, mais elle est en fait largement ruinée à l'intérieur. On y remarque une forte volonté archaïsante, puisqu'elle reprend quasiment le plan de la mosquée al-Hakim, construite sous les Fatimides, cependant son dôme, le premier dôme monumental d'une mosquée cairote, montre aussi un apport iranien. 
À Damas, un mausolée a été édifié par son successeur, vers 1277. Comme dans le bâtiment précédent, on y trouve une forte volonté archaïsante, à travers le décor de mosaïque de verre à fond d'or, qui reprend les motifs et la technique de la grande mosquée des Omeyyades de Damas et du dôme du Rocher à Jérusalem. 
C'est sous Qalâ'un, qui règne de 1280 à 1290, qu'est construit son complexe, qui se situe non loin de la madrasa de Baybars. Cet édifice aurait été érigé après que le sultan a été soigné au maristan de Nur al-Din à Damas et a fait vœu d'en construire un semblable au Caire s'il survivait. Le complexe comprend donc, outre un tombeau et une madrasa, un immense maristan à quatre iwans dissemblables. Au XIXe siècle, il fonctionnait encore, mais est actuellement en ruine et en cours de restauration. Des restes de décor de stuc prouvent néanmoins que le bâtiment devait être richement décoré. Le mausolée quant à lui est bâti en référence à la coupole du rocher, avec un déambulatoire circulaire délimité par quatre colonnes et quatre piliers alternés. La madrasa à deux iwans était décorée de stuc finement taillé.
On note un archaïsme volontaire important, avec l'imitation du plan du dôme du rocher ou encore le décor du mausolée, composé de mosaïque de marbre et de verre. Les influences syriennes, bien connues du mécène par ses nombreuses campagnes dans cette région, sont également vivaces (technique de l'ablaq, etc.) ; mais la façade, composée d'arcades plaquées, reste dans la tradition architecturale du Caire. 

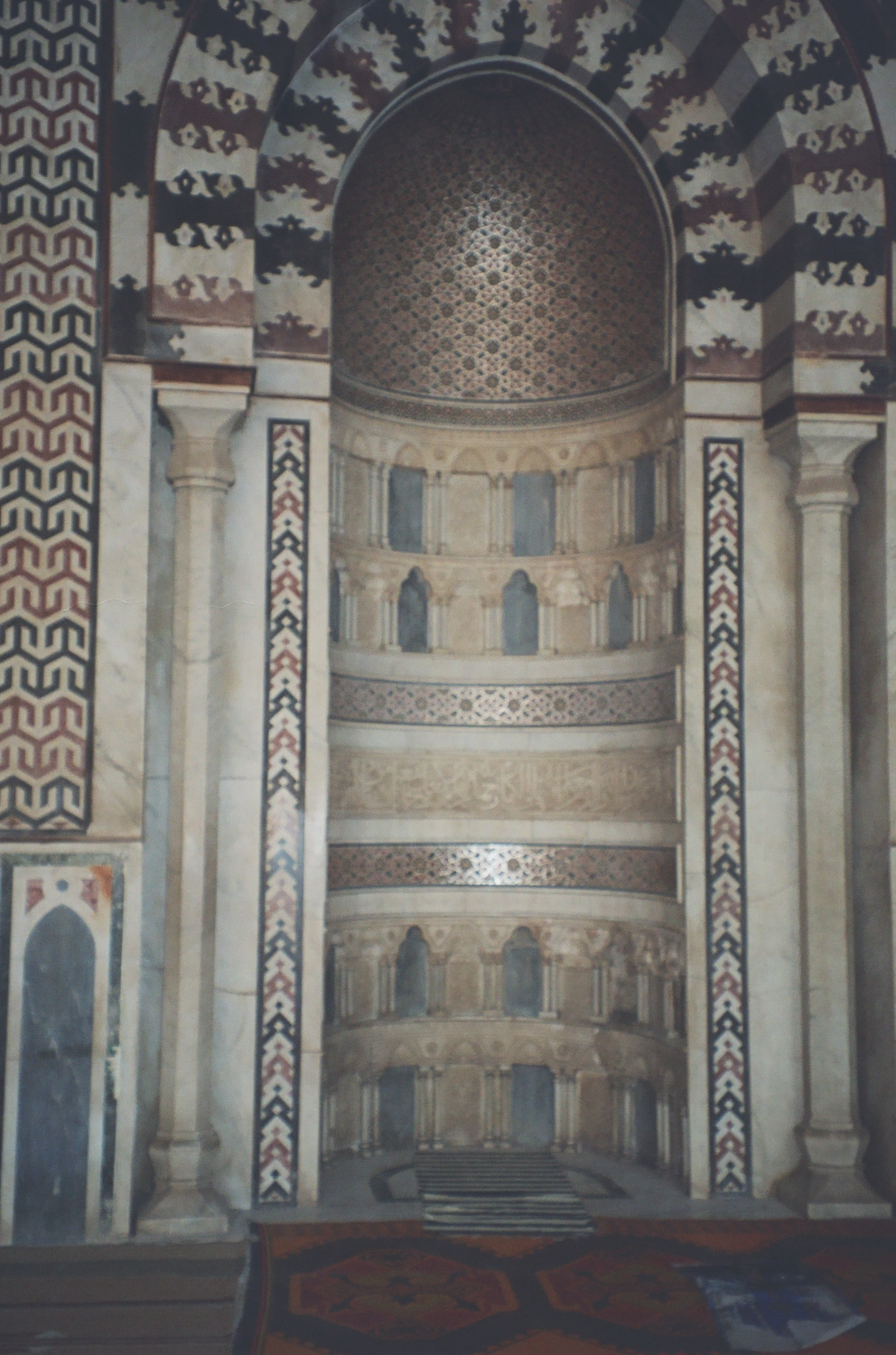
Mihrab de la mosquée d'An-Nâsir Muhammad, Le Caire, 1318-1335

An-Nâsir Muhammad, le fils de Qalâ'un, a également construit un complexe funéraire, sur la même allée prestigieuse que son père, la Qasaba. Ce bâtiment est composé d'une madrasa et d'un mausolée. On y trouve des influences de l'occident musulman (base du minaret), de l'Iran (stucs), et également le remploi d'un portail de marbre gothique provenant de l'église croisée d'Acre. Il s'agit de la première madrasa égyptienne dont les quatre iwans sont prévus pour héberger chacun un rite différent. Ce complexe, moins ambitieux que celui de son père, est très symétrique, une rareté dans l'architecture mamelouke.
La grande réalisation religieuse d'An-Nâsir Muhammad est surtout sa grande mosquée, au Caire, qui faisait partie d'un vaste projet de construction dans la citadelle. Elle reprend le plan de celle de Baybars, mais est marquée par des influences clairement iraniennes (dôme du minaret bulbeux et recouvert de céramique bleue).
An-Nâsir Muhammad est plus qu'un mécène : il pousse aussi beaucoup ses émirs à construire, en leur offrant des matériaux ou des fonds, par exemple. C’est le cas pour Altinbugha al-Maridani (de), qui construit ainsi une mosquée à son nom, extrêmement proche de celle de son sultan puisqu'elle est édifiée par le même architecte, Ibn al-Suyyufi. 
Les émirs Salar et Sanjar possèdent également un double mausolée au Caire. Selon Maqrizi, il est construit par le second, alors que le premier se mourait en prison. Il se compose de deux mausolées sous coupole, décorée de bois (cénotaphes, portes, muqarnas) et de marbre fin, et de deux salles à la fonction mal déterminée (peut-être madrasa ou khanqah). Le minaret, à trois fûts superposés, est le premier qui ait une section circulaire ouverte en partie supérieure.
La grande construction qui suit celles d'An-Nâsir Muhammad est plus tardive, le pays ayant été ballotté par les épidémies de peste et les instabilités politiques. La construction de complexe de Sultan Hassan est débutée en 1356, mais reste inachevé après l'effondrement d'un de ses minarets et la déposition du sultan en 1361. Ce chantier, qui rassemble des spécialistes venus des quatre coins du monde islamique, est de loin le projet le plus ambitieux de la période. Implanté au pied de la citadelle, il contenait : 
- une grande mosquée à quatre iwans, celui du sud servant de salle de prière ;
- quatre madrasas, dédiées aux quatre rites sunnites, composées d'une petite cour et de quatre ou cinq étages de cellules pour les étudiants ;
- le tombeau (qui ne contient que les corps des deux fils de An-Nâsir al-Hassan), situé derrière le mur de qibla de la mosquée ;
- des institutions charitables (hôpital, orphelinat) ;
- des services (bazar couvert, château d'eau, bains, cuisines).

Ce complexe représente l'apogée de la première architecture mamelouke, dont il reprend les principales caractéristiques. Cependant, il s'éloigne aussi de la tradition par son plan, son vestibule à dôme, ses voûtes à muqarnas, ses décors de chinoiseries, tous inspirés par l'architecture iranienne, contemporaine ou non. Cependant, l'utilisation dans la pierre de modules destinés à la brique prouve que ces influences ne sont que superficielles, ne comprenant pas les besoins de l'architecture ilkhanide et autre. De même, on peut noter des influences anatoliennes (portail), chinoises, occidentales, syriennes, etc.
Par cette immense construction, An-Nâsir al-Hassan semble avoir essayé de s'affirmer, alors qu’il était considéré comme un dirigeant faible et inefficace.

### Sous les Mamelouks burjites
La période Burjite reste une période de construction intense. Plusieurs changements ont lieu par rapport à celle de la période Bahrite :
- prise d'importance des chambres funéraires ;
- limitation de l'emploi des matériaux comme le marbre et le bois, qui se raréfient et deviennent de plus en plus coûteux ;
- importance du stuc moulé ;
- raffinement accru dans les surfaces ornementales.

Après la peste et les invasions mongoles, la Syrie commence à se redresser. On assiste alors à la construction de nouveaux faubourgs, de caravansérails, de bâtiments collectifs (grandes mosquées, bains, khanqahs, etc.). Alors que la ville de Damas, qui a résisté à l'armée de Tamerlan, voit ses artisans déportés, construit des monuments ostentatoires, mais pas innovants, celle d'Alep s'en tire mieux et crée un véritable style alépin, que l'on retrouve par exemple dans la mosquée de l'émir Aqbugha al-Utrush (1399-1400). Le style d'Alep reprend les traits de la mosquée de Zahir Gazi, avec l'intégration de la tombe derrière une façade continue. 
En Égypte, Barquq, le premier sultan circassien, perpétue la tradition des grands complexe funéraires. Le sien est établi sur le terrain qui abritait un caravansérail détaché du complexe de Qalâ'ûn, ce qui permet une certaine légitimation du pouvoir. Le plan se rapproche de celui du complexe de Qalâ'ûn, en mélangeant plan à quatre iwans et plan hypostyle. Des éléments du complexe de Sultan Hassan sont également repris : vestibule à dôme, façade de la cour, etc. Dans le décor, les matériaux sont utilisés avec parcimonie du fait de leur rareté : les portes ne sont pas plaquées de bronze, mais portent simplement un médaillon central en cette matière, les mosaïques sont réalisées non pas en marbre, mais en faïence égyptienne, nacre, bitume et pâte de verre, le bois des moucharabiehs est remplacé par du « bois d'allumettes », etc. 
Le complexe de Faraj ibn Barquq se démarque des autres complexes mamelouks par son extrême symétrie. Il comporte deux minarets, deux sabil, une madrasa et deux tombeaux sous un dôme décoré de zigzags horizontaux. Un long couloir fait la liaison avec la tombe du père de Barquq, où ce dernier est finalement enterré. 
Le complexe de Muayyad Chaykh est édifié entre 1415 et 1422 sur la Qasaba, l'artère centrale du Caire, jouxtant la porte de Bab Zuwayla. Il comprend une mosquée du vendredi, deux mausolées, une madrasa et trois minarets. Son portail est traité à la mode iranienne, comme un pishtak, avec des assises de couleurs alternées. Les matériaux précieux qui sont utilisés pour son décor proviennent d'autres bâtiments, dont ils avaient été expropriés : ainsi, les chandeliers et les portes de bronze sont ceux du complexe de Hassan et les plaques de marbres proviennent de maisons d'Alexandrie. De même, pour économiser des matériaux, l'édifice prend appui sur la Bab Zuwayla. Ceci n'empêche pas une dotation exceptionnelle pour ce complexe, qui devient grâce à cela l'une des plus importantes universités.
Sous Qaitbay (règne 1468-1496) a lieu une grande renaissance architecturale, qui renoue avec les splendeurs de la période bahrite. Une polychromie extravagante est employée dans les monuments, construits en grand nombre au Caire principalement et le concept de Sabil-kuttab (c’est-à-dire une école primaire combinée avec une fontaine publique) voit le jour.
Le complexe de Qaitbay est en fait un agglomérat de plusieurs unités indépendantes connectées par des couloirs. Il comprend ainsi une tombe, une madrasa, un sabil-kuttab et diverses pièces, à vocation charitable et commerciale. Le dôme du tombeau est particulièrement remarquable, car il est sculpté de deux réseaux contrastants, l'un d'arabesques florales taillées en biseau, l'autre géométrique en taille droite. Le décor comporte des pavements de marbre, des bois peints et dorés, tandis que la maçonnerie elle-même est bichrome.

## Architecture domestique
Si les maisons construites sous le règne fatimide continuent à être occupées, des adaptations aux besoins des mamelouks ont lieu, notamment avec l'apparition d'écuries au rez-de-chaussée des habitations. Dans les habitations des notables civils, celles-ci ne sont pas forcément présentes, et servent alors pour les mules, mais elles sont indispensables pour les militaires et contiennent alors des stalles, une réserve d'orge et une sellerie. 
Il existe différents types de logements selon la fortune du propriétaire. Souvent, plusieurs familles partagent un même immeuble et notamment ses installations sanitaires (latrines, cuisines et bain). La qa'a, la pièce de réception principale, peut également être commune. Les immeubles appartiennent souvent à un notable qui le loue en partie et occupe le reste. Cependant, on trouve également des pièces dans des Rab, des immeubles pour les classes moyennes. Celles-ci se trouvent aux étages, les salles du rez-de-chaussée étant dévolues à une fonction économique. Les palais suivent la même organisation, avec une pièce principale, la qa'a, qui ouvrait sur des pièces secondaires. Les blasons des propriétaires prennent fréquemment place sur les façades.
Sous les Burjites, l'architecture domestique évolue vers une généralisation des cours centrales, à l'air libre, tant dans les logements modestes que dans ceux de l'aristocratie. Le palais comprend alors, autour de cette cour, une qa'a avec des magasins ou une écurie au rez-de-chaussée et une seconde qa'a et des chambres dans les étages. Il n'existe pas d'appartements réservés aux femmes, mais des jardins indépendants de la cour peuvent trouver place dans les habitations. C'est également sous les Burjites qu'apparaissent les moucharabiehs aux fenêtres. Les palais des émirs Beshtak (1337), Qawsun et Yashbak (1337/1475) et Taz (1352) témoignent d’une architecture civile assez méconnue.

## Architecture économique
En général, habitations et commerces sont mêlés, dans la zone des souks centraux du Caire fatimide : les éléments à vocation économique prennent place au rez-de-chaussée et les habitations dans les étages. Il existe deux types de bâtiments commerciaux : ceux pour le commerce de gros (khans et funduqs) et les waqala, qui comprennent un ensemble de magasins autour d'une cour et des chambres pour les marchands ou un rab au premier étage. Celle du sultan al-Ghuri, au Caire, est toujours en place. 
La période mamelouke est également celle où naissent plusieurs types d'installations comme les pressoirs à sucre de canne, des moulins, des fours, etc.